# Адигејци
Адигејци (рус. адыгейцы), или Адиги (адиг. адыгэ — Адиге, кӏахэ), су севернокавкаски черкески народ, који претежно живи у Турској и Русији. Они су титуларни народ у руској републици Адигеји. Адигејци су већином исламске вероисповести и говоре адигејским језиком, који спада у черкеску групу северозападнокавкаске (абхаско-адигејске) породице језика.
Након стварања Совјетског Савеза, упркос постојању свести о припадности једној нацији међу Черкезима и постојању имена Черкеси у руском језику којим су означавана сва черкеска племена, черкеска племена су сврстана у 4 групе (зависно од административне јединице у којој су била насељена) које су формално признате као посебни народи, а то су Черкези (већином племе Бесленејци), Кабардинци (само племе Кабардинци), Адигејци (сва западна племена Черкеза сем Шапсуга) и Шапсуги (само племе Шапсуги).
Адигејци су се расули из постојбине после ратова у 19. веку у којима је Русија заузела Кавказ. Већина их се населила у Османско царство, а мали део у Персију.
По руском попису из 2010. у тој земљи их је било 124.835.

## Племена
У ужем значењу име Адигејци означава 10 западночеркеских племена, а заједничко име за два источна черкеска племена (Кабардинци и Бесленејци) је Кабардинци. Почетком 20. века у Совјетском Савезу 9 од 10 западночеркеских племена (сва племена сем Шапсуга) је формално признато као адигејски народ. Под именом Адигејци у најширем значењу подразумевају се сви Черкези (Адигејци је име којим Черкези сами себе називају).
Адигејска (западночеркеска) племена:
- Жаневци (Жанејевци)
- Натухаји (Натухајци)
- Хатукаји (Хатукајци)
- Бжедуги
- Абадзехи
- Темиргоји (Темиргојци, Темиргојевци)
- Мамхеги
- Јегерукајевци
- Убихи
- Шапсуги

## Популација
Укупна светска популација Адигејаца је процењена на око 664.000. У целој Русији их је 2010. било 124.835, од тог броја у Адигеји 107.048. У руској републици Адигеји чине 25% становништва, и други су народ по бројности, после Руса (64%). Број Адигејаца у Турској је још већи и процењује се на око 333.000. По неким проценама у Сирији их има око 100.000, а у Јордану око 122.000.

## Историја Републике Адигеје
Након Октобарске револуције и стварања Совјетског Савеза, 27. јула 1922. је створена и Адигејска аутономна област под именом Черкеска аутономна област у оквиру Кубањско-Црно морске области, из које је касније створен Краснодарски крај. После неколико промена имена створена је аутономна област Адигеја 2. августа 1928. Аутономна совјетска социјалистичка република Адигеја је проглашена 5. октобра 1990. и издвојена је из састава Краснодарског краја (постаје федерална јединица у оквиру РСФСР). Након пада комунизма, распада Совјетског Савеза и независности Русије (чија је је Адигеја федерална јединица) мења име у република Адигеја 24. марта 1992.

## Адигејци у Србији
Око 200 Адигејаца који су живели на Косову у селима Милошево и Доње Становце се 1998. и 1999. године одселило са Косова и вратили су се у своју постојбину Адигеју у Русији. На Косову су живели 150 година пре повратка у Русију.